# Pumpkinhead: Blood Feud
Pumpkinhead 4: Blood Feud es una película de terror de 2007 escrita y dirigida por Michael Hurst. Es una secuela hecha para televisión de la saga de películas de terror de Pumpkinhead, y su historia sigue directamente a Pumpkinhead: Ashes to Ashes (2006).

## Sinopsis
La película comienza con dos motoristas que huyen de Pumpkinhead. Uno de ellos se golpea con la rama de un árbol mientras huía, cayendo de su motocicleta y siendo alcanzado por Pumpkinhead. Mientras el demonio está acabando con él, vemos a un hombre en una cabaña de madera que parece compartir el dolor infligido por Pumpkinhead al motorista. El hombre que sobrevivió, llamado Dallas, va a la cabaña de madera y el hombre que conjuró a Pumpkinhead le ruega que acabe con el demonio.

## Reparto
- Amy Manson como Jody Hatfield.
- Bradley Taylor como Ricky McCoy.
- Claire Lams como Dolly Hatfield.
- Rob Freeman como Sheriff Dallas Pope.
- Ovidiu Niculescu como Bobby Joe Hatfield.
- Peter Barnes como Papa McCoy.
- Lance Henriksen como Ed Harley.

## Lanzamiento
Syfy la estrenó el 10 de febrero de 2007, y la película fue lanzada en DVD el 2 de octubre de 2007.